# 辛安街道
辛安街道是中国山东省青岛市黄岛区下辖的一个街道。

## 行政区划
辛安街道下辖以下地区：
辛安社区、东南庄社区、牛王庙社区、赵家岭社区、台头社区、港头李社区、港头刘社区、港头陈社区、港头臧社区、蜊叉泊社区、李家泊子社区、薛家泊子社区、西泊子社区、上庄社区、南下庄社区、北下庄社区、东南辛社区、西南辛社区、东小庄社区、德立沟社区、东洞门社区、西洞门社区、王家庄社区、大桥社区、安子沟社区、黄埠岭社区、舍埠林社区、赵家河社区、管家楼社区、马家楼社区、北山薛社区、刘王大庄社区、山陈家社区、陈家庄社区、于家社区、惠家社区、北泥社区、南泥社区、殷家河社区、冷家沟社区、唐家埠社区、黄泥崖社区、大泊子社区、西泥社区、江山北路社区、江山中路社区和开拓路社区。